# 눗페후호후

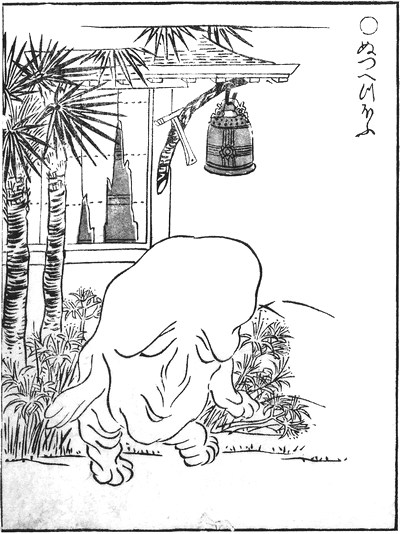
토리야마 세키엔의 『화도백귀야행』의 눗페후호후.

눗페후호후(ぬっぺふほふ) 또는 눕펫호우(ぬっぺっぽう)는 『화도백귀야행』, 『백괴도권』 등 에도시대의 요괴회권들에 등장하는 요괴다. 머리와 몸통의 구분이 없는 비대한 고깃덩어리에 주름이 잔뜩 있고 팔다리가 달린 모습으로 그려진다.
요괴회권들에는 이름과 그림만 있을 뿐, 이것이 어떤 요괴인지 설명이 일절 없다. 다만 주락본 『신오좌출방제맹우』(新吾左出放題盲牛, 1781년)에 「눕펫호우는 바케모노의 일종. 눈도 귀도 없다」라고 되어 있다. 이로 보아 원래 놋페라보우(일본 달걀귀신)의 일종이었던 것으로 보인다. 또한 『신오좌출방제맹우』에는 죽은 사람의 기름을 빨아 마시며, 「옛날에는 의사로 변장을 했지만 요즘은 그냥 출몰한다」는 내용도 쓰여 있다.
요괴연구가 타다 카츠미는 오늘날 놋페라보우는 얼굴의 이목구비가 없는 요괴로 알려져 있지만, 옛날에는 이 눗페후호후처럼 머리와 몸의 구분이 없는 요괴였으리라는 설, 즉 눗페후호후가 변형된 것이 놋페라보우라는 설을 제기했다.
쇼와시대・헤이세이시대 이후의 문헌에서는 눗페후호후가 폐사(寺)에 나타나는 요괴라고 기술되어 있는데, 이것은 민속학자 후지사와 모리히코의 저서 『요괴화담전집 일본편 상』(妖怪画談全集 日本篇 上)에서 「오래된 절의 처마에 한 덩어리의 신고(辛苦)처럼 나타나는 눗페라보후」라고 해설한 것이 그 유래다. 그래서 후지사와가 눗페후호후가 「절에 나타난다」고 서술한 것은 『화도 백귀야행』의 눗페후호후 그림의 배경이 절간이라는 것 외에 근거가 빈약한 창작이라는 지적이 있다. 또 문헌에 따라서는 눗페후호후가 죽은 시체의 고기가 바케하여 태어난 요괴이고 이 요괴가 지나간 자리에는 부육의 냄새가 남는다는 기술이 있는데, 이런 내용들의 1차 출처는 불명하다.

## 같이 보기
- 일본 신화
- 중국 신화